# 潘扎诺日
潘扎诺日也作盘扎湖，是一个位于中国内蒙古自治区呼伦贝尔市新巴尔虎左旗北部的内流盐湖，湖面海拔520米，湖长2.1千米，最大宽1.5千米，平均宽1.4千米，面积3.0平方千米，平均水深0.1米。